# Mount James Walker
Mount James Walker är ett berg i Kanada.   Det ligger i provinsen Alberta, i den centrala delen av landet, 3 000 km väster om huvudstaden Ottawa. Toppen på Mount James Walker är 3 035 meter över havet, eller 385 meter över den omgivande terrängen. Bredden vid basen är 4,5 km.
Terrängen runt Mount James Walker är bergig söderut, men norrut är den kuperad.Trakten runt Mount James Walker är nära nog obefolkad, med mindre än två invånare per kvadratkilometer.. Det finns inga samhällen i närheten. 
I omgivningarna runt Mount James Walker växer i huvudsak barrskog.